# 送行者：禮儀師的樂章
《入殓师》（日语： Okuribito）是2008年的日本剧情片，由泷田洋二郎执导，本木雅弘、广末凉子和山崎努主演。影片在一定程度上改编自青木新门的回忆录《纳棺夫日记》，讲述某年轻人在大提琴事业失败后回到故乡，然后意外地开始从事传统祭祀入殓师一职。身边包括妻子在内的许多人，都因对接触尸体的人士存在强烈的社会忌讳而对他产生偏见。最终，他以严谨的工作态度和对死者的尊重而赢得他人敬重，并更深入地理解到人与人之间联系的重要性。
本木雅弘于印度旅游期间在恒河沿岸看到一场葬礼，让他深有感触；在閱读大量的死亡主题书籍后，他对《纳棺夫日记》产生了兴趣，觉得这个故事很适合拍成电影，不过《入殓师》的完成时间还要到十年以后。由于日本社会文化中对接触死者的人士存在强烈的偏见，因此电影公司都不愿意发行这部电影，直到2008年8月影片意外赢得蒙特利尔世界电影节评审团大奖后才改变这一情况。一个月之后，电影在日本开映；除了成为年度电影票房冠军，还拿下了日本电影金像奖最佳影片奖。此片的成功在2009年时到达顶点，获得奥斯卡最佳外语片奖。
《入殓师》获得的专业评价褒贬不一，但仍以正面为主，烂番茄上收集的103篇评论文章对影片的好评度为81%。影评人称赞了电影中的幽默、演员的表演素质以及入殓仪式的美，但也批评剧情上缺乏惊喜，并且多少有些无病呻吟。评论涵盖了各个方面，但主要还是集中在死亡如何增进家庭成员之间的关系，以及让死者体面入棺的人文关怀。电影的成功让与影片有关的多个地点成为旅游热点，还引起了更多人对入殓仪式的关注，故事还改编成了包括日本漫画和舞台剧在内的多种媒体。

## 剧情
小林大悟（本木雅弘饰）本是管弦乐团的大提琴手，却因乐团解散而失业，因而和妻子美香（广末凉子饰）离开东京返回山形县酒田市的老家。大悟的母亲于两年前去世，家中空无一人，他便和美香在这里住下来。大悟的父亲曾在家门前经营一家咖啡店，却在大悟6岁那年与服務生私奔，之后父子俩彼此再也没有联系过。大悟对父亲感到憎恨，同时又为没能好好地照顾母亲而深感愧疚。不过，他还是保留着父亲多年前送给自己的“石头信”，据说人们曾通过这种石头的纹路来传递信息。
大悟在报上看到招聘“服务远行者”的广告，觉得这家代理公司应该是家旅行社，于是上门应征。他从公司的秘书上村百合子（余贵美子饰）那里得知，原来这份工作是要在一种名为入殓的仪式中为尸体做清洁、化妆，为之后的火化做准备。大悟对此有些迟疑，但与老板佐佐木生荣（山崎努饰）的面试却异常顺利，只问了一句工作是否努力就决定聘用他，还付了现金作为预支工资。大悟因此决定先上工，但是并没有把工作的真实情况告诉妻子。
大悟的头份差事是位死在家中两星期后才被发现的老妇人，入殓主要工作由老板亲自动手，大悟在一旁提供协助。现场的气味让他作呕，之后坐公车时还因身上的怪味遭到鄙视。为了避免被太太发现，他回家前先去了趟小时候经常去的公共澡堂。该澡堂由山下艳子（吉行和子饰）经营，她的儿子曾是大悟的同学。
随着时间的推移，大悟逐渐适应并接受了自己的职业；他独立完成了多份工作，死者家属也深为感激，但在社会层面上他仍然受到排斥。美香发现一张丈夫在其中扮演尸体的入殓教学，于是要求大悟放弃这份工作；在遭到拒绝后，她离开酒田返回了东京的娘家。艳子的儿子，老同学山下（杉本哲太饰）也坚持要求大悟另找份更体面的差事，否则不希望他和自己家人来往。
过了几个月，美香回到家里，告诉丈夫自己已经有了身孕，希望大悟另找一份能够让孩子引以为豪的工作。两人正在争执时大悟接到电话，艳子女士去世了，需要他去入殓。美香之前也去过艳子经营的澡堂，所以和丈夫一同前往。大悟在山下一家和美香面前为艳子的尸身做清洁、化妆。整个入殓过程中，大悟严谨的工作态度为他赢得了在场所有人的尊重，美香终于也不再要求丈夫另找工作。
过了一段时间，夫妻俩得知了大悟父亲的死讯。虽然大悟心中并不情愿，但还是和妻子一起动身前往另一个村认尸。大悟起初辨认不出眼前的尸体就是自己父亲，但随后对当地丧葬工人马虎地对待尸体而感到非常气愤。于是他坚持亲自为父亲的遗体入殓，并在过程中发现父亲手中紧抓着自己儿时送给他的石头信，儿时的回忆和父亲的面庞此时浮上大悟的心头。完成入殓仪式后，大悟轻轻地把石头信放在美香因怀孕而隆起的腹部。

## 制作

### 文化背景
日本葬礼非常仪式化，大部分情况下是遵照佛教仪式。在为葬礼做准备的过程中，尸体会经过清洗，身上的孔洞会用棉花或纱布堵住。《入殓师》中描绘的入殓仪式实际上很少见，并且只能在农村地区见到。这个仪式没有行业规范，通常由专业纳棺师（又名汤灌师）处理，他们会为死者换上以白色为主的衣装，有时还会化妆。尸体接下来放入铺有干冰的棺木，还有一些对投胎转世有必要保留的个人物品和财物也都一起放入棺木:4。
虽然在丧葬上非常讲究仪式，但传统的日本文化中却对任何与死亡有关的人或事存在偏见，认为这些都是不洁的霉气之源。接触过死者的人必须通过净化仪式清理自己。包括殡葬业者在内的那些日常工作和往生者紧密相关的人因此会受到“不洁”的歧视，如果是在日本封建时期，那么工作和死者有关的人将会成为贱民，只能在自己的小村庄生活，并受到更广泛的社会歧视。虽然自明治维新开始日本文化已经出现很大转变，但死亡的污名仍然在日本社会中存在相当大的影响，针对贱民的歧视仍然延续。
1972年以前，大部分人过世后都是由家人、殡仪馆，或是纳棺师处理。到了2014年，约80%的日本人是在医院死亡，对尸体的处理工作也就大部分都是由医院工作人员完成，这类情况下家人通常要到葬礼时才看到尸体。1998年的调查结果表明，日本有29.5%的人口相信来生，还有另外40%愿意相信，并且又以年轻人相信的比例最高。有54%的人口相信存在灵魂，另外，相信在世的人和往生者各自的世界存在某种形式联系的人口也高达64.9%。

### 构想和前期制作
20世纪90年代初，27岁的本木雅弘和与朋友一起到印度旅行，临行前，他在朋友的推荐下宣读了藤原新也所著的《记住您终将逝去》:194-195。来到印度后，他在瓦拉纳西亲眼目睹了当地的一场丧葬仪式，尸体经过火化，骨灰飘入恒河之中。仪式上死者背后熙熙攘攘的人群让本木雅弘深受触动:194-195。回到日本后，他阅读了许多以死亡为主题的书籍，并在1993年撰写了一本有关生死之间联系的书：《天空静座》:195。这段时间里本木雅弘看到了青木新门的自传《纳棺夫日记》，从而首次接触到纳棺师的世界。雅弘表示，自己发现这种职业存在一种神秘甚至接近性兴奋的感觉，觉得应该会很适合拍成电影:196。
对死亡的忌讳令项目的融资困难重重，剧组先后联系了多家公司，最后终于获得了中泽敏明和另一位制片人的认可。据泷田洋二郎表示，剧组成员的年龄是他接拍这部电影的重要原因：“我们已经到了生命旅程中的特殊位置，死亡从此成为我们身边的固有内容”:00:50-01:10。小山薰堂获聘编写剧本，这也成为他的长片电影处女作，他之前只为电视或舞台节目担任过编剧。泷田洋二郎本是执导粉红色电影出身，于1986年凭《不要滑稽杂志！》（コミック雑誌なんかいらない!）打入主流电影界，从制片人中泽敏明手中看过剧本的初稿后，他于2006年接过导演一职:198。之后他在接受采访时表示：“我想从这样一个人的角度来拍摄电影，他的日常工作是如此普遍，但却会被人瞧不起，甚至遭到歧视”。在此前他只是知道有这种入殓仪式，但从没亲眼看见过。
《入殓师》的制作前后耗时十年，从严格意义上讲不是《纳棺夫日记》的改编作品，剧本在演员和剧组成员的共同努力下做了多处改动:1:32-1:40。虽然宗教方面因素对于电影涉及的职业非常重要，但片中并没有包含这方面内容。这一点加上影片是在山形县而非作者故乡富山县拍摄，导致青木新门和制片团体关系紧张。青木新门表示，自己担心该片无法表达出“死亡的最终命运”。他书的第一版分为三个部分，其中第三部分“光明和生命”类似于佛教冥想生命和死亡的散文，围绕人到达生与死临界点时所看到的“光明”展开，但《入殓师》没有涉及这些内容:64, 76。青木新门认为，电影在人文角度的处理方面没有顾及自己著作的宗教核心——他的书强调只有宗教才能让生者和死者保持联系——因此他拒绝电影使用自己书的名称，也拒绝提及自己的姓名。对于新的片名，小山薰堂自创了一词来作为“纳棺师”（nōkanshi）的委婉说法，这个新词又分别衍生自（意为“送行”）和（意为“者”）:13。
书和电影的背景大致相似，但细节上却有很大不同，小山薰堂把其中多项改动归功于制片商，这些改动让故事更有商业卖点:74-75:3。书和电影中的主角都因自己从事纳棺师的工作感到不安，并且还要忍受他人的偏见，两者都随着工作进展经历了个人的成长，并在直面死亡的过程中发现生命新的含意:73-74。两位主角都面对着针对自己职业的社会偏见和误解:75。《纳棺夫日记》中的主人翁原本经营着一家酒吧咖啡厅，店铺倒闭后一次与妻子发生争吵，后者将一张报纸朝他砸过去，他就是在这张报纸上看到招聘纳棺师的广告:74。他在处理前女友的尸体时第一次为自己的工作感到自豪:75。小山薰堂希望电影的配乐中会有大提琴音乐编排，所以他把主角的职业从店主改为大提琴乐手:76-77。同时为了便于拍摄，故事的地理背景也从富山县迁至山形县，“石头信”在剧情中的份量有所增强:77。此外电影中也回避了书中较为沉重的段落，例如宗教方面内容，以及青木新门谈及自己在一堆蛆虫中看到“光明”的桥段。电影结尾大悟原谅父亲的部分也是小山薰堂的决定，源于他的小说，意在让故事结局更有幸福感:313。

### 演员选择

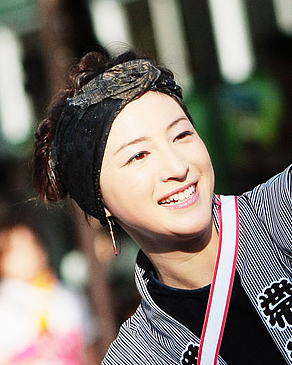
曾与泷田洋二郎合作过的广末凉子（图）获选出演小林美香一角

40岁出头的本木雅弘这时已有着脚踏实地的身誉，他成为主角小林大悟的扮演人选，资深男演员山崎努获选出演佐佐木生荣。泷田洋二郎曾与山崎努在1993年的电影《我们都还活着》（僕らはみんな生きている）中合作过。小林美香一角原本的设定和大悟同龄，但最终得到这个角色的却是当时还不到30岁的流行歌手广末凉子，她之前曾出演过泷田洋二郎1999年的电影《秘密》。泷田洋二郎表示，选择更年轻的女演员可以更好地表现出主角夫妇从天真走向成熟。他还在2009年接受采访时表示，片中每位演员都正是他希望请到的。
本木雅弘从一位殡仪业者那里对入殓的艺术做了第一手研究，还亲自在一次入殓仪式上担任助手，他之后表示，这段经历让他充满了“使命感……我要用尽可能多的人性温暖，把（死者）恢复到最栩栩如生的形象并呈现给她的家人”:199。接下来他投入到反复练习中，直到自己感觉已经熟练掌握了其中的过程，在他看来，这其中动作的复杂和细腻程度堪比日本茶道:199。泷田洋二郎出席了多场葬礼，借此来了解死者家属的感受，而山崎努则从未接受过入殓的培训。此外，本木雅弘还为电影开场部分学习了大提琴的演奏。
为了让片中的遗体尽量逼真，防止“尸体”出现移动或笑场导致穿帮，经过长时间的演员选择进程后，剧组决定请临时演员来解决这个问题，他们要做的就是直接躺在地上，尽一切努力保持纹丝不动。但对于片中的澡堂业主山下艳子，这显然无法做到，因为观众需要先看到她活着时的演出，剧组试图找替身演员担当，但也是徒劳无功。最终电影选择采用的是数字技术，把人物的一副静态图像移植到她的葬礼戏段，以求达到逼真的效果。

### 拍摄和后期制作
2007年12月，酒田市成立非营利性组织，专门处理例如寻找临时演员、谈判外景场地等外景事宜。剧组决定在该市拍摄后，这个组织有两个月的时间为剧组8名成员做准备。谈判工作进展缓慢，当地许多业主都在得知电影拍摄会涉及丧葬事务后失去了兴趣，即便是同意拍摄的也坚持要求拍摄工作只能选择非营业时间。

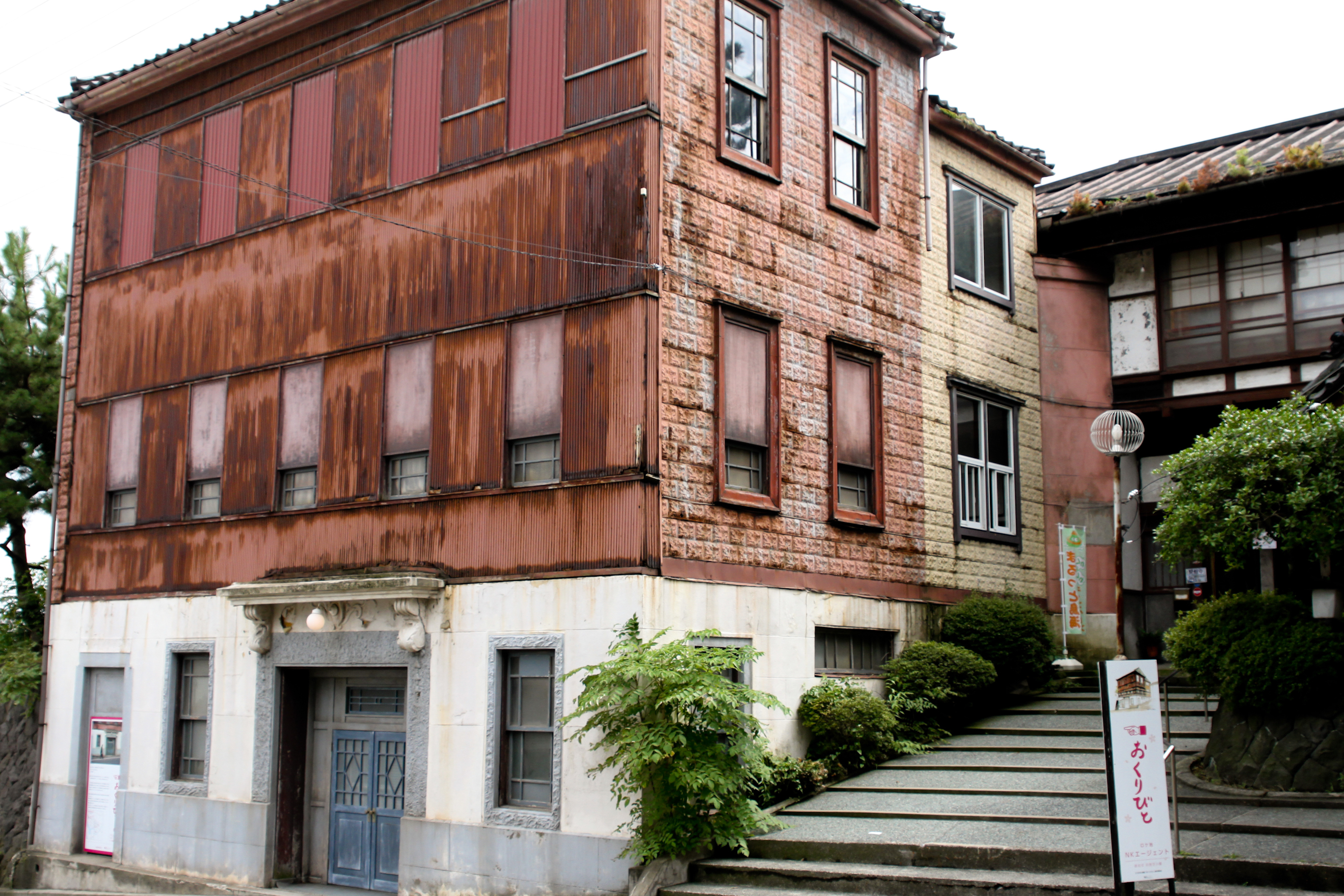
片中NK代理公司办公室的外景地原本是家餐馆

《纳棺夫日记》中的故事主要发生在富山县，这里也是泷田洋二郎的故乡，但《入殓师》的拍摄工作是在山形县完成，这很大程度上是因为总部位于北海道的日本纳棺协会在酒田设有分部办事处:198。一些涉及雪景的初步镜头于2007年拍摄，主体拍摄则于2008年4月开始，一共持续了40天:199。取景地包括上山市、酒田市、鹤冈市、游佐町和庄内町:199。代理公司的办公室是在酒田一幢三层西式建筑取景，建于明治和大正年代中期（19世纪80年代至20世纪20年代）。这里本是一家名为“割烹小幡”的餐馆，但在1998年倒闭。小林家中的咖啡厅在片中名叫“协奏曲”，坐落在上山市，以前是家美容院。泷田从约100个候选地点中选择了这里，因为这幢老旧建筑可以清晰地看到附近的河流和周围的山脉，营造出他所想要的气氛。片中摄制教学的镜头是在酒田港座拍摄，这里是酒田市的第一家电影院，已于2002年起关闭。片中管弦乐队演奏时所使用的场景是在酒田市本町第2丁的酒田市民会馆“希望大厅”拍摄。
《入殓师》的电影配乐由久石让谱曲，这位作曲家已因与宫崎骏和吉卜力工作室的多次合作获得国际性认可。泷田洋二郎在电影开拍前请他准备一段音乐，其中既能表现大悟和父亲的隔阂，也能代表男主角对妻子的爱意:06:08-06:16。由于剧情中大提琴和大提琴的音乐拥有重要地位，久石让也在配乐中大量采用了这种乐器，他还表示，围绕大提琴为核心创作音乐是自己经历过最困难的事情:06:28-06:50。这段音乐会在电影拍摄期间演奏，据泷田洋二郎称，这样的做法可以让剧组成员更深切地感受到电影中的各种情感，从而提高完成作品的品质:06:17-06:28。
拍摄完成后，泷田洋二郎宣布《入殓师》是“完美”之作，他称赞了剧组成员在制作期间的自强不息和谦逊，以及电影“手工打造”的品质。同时，影片最初的成功很大程度上取决于良好的口碑，这也让导演感到自豪:201。《纳棺夫日记》的作者青木新门虽然对电影没有涉及宗教领域感到失望，但还是称赞了本木雅弘的表演以及片中对家庭和人际关系重要性的成功体现。

## 风格
作为电影的“戏剧性内容核心”，《入殓师》中的入殓仪式得到了大量的评论。例如麦克·斯科特（Mike Scott）就在《时代花絮报》（The Times-Picayune）上称赞这些镜头美得让人心碎，《独立报》的尼古拉斯·巴伯（Nicholas Barber）则称这些镜头“典雅而端庄”。《环球邮报》的詹姆斯·亚当斯（James Adams）称，这是一段“拥有沉稳、催眠般优雅的庄重仪式”，入殓师的“手如同魔术师般灵巧”。《悉尼先驱晨报》的保罗·伯恩斯（Paul Byrnes）指出，随着剧情推进，观众对仪式及其意义更加了解。观众可以看到，这个仪式并不只是为尸体做下葬的准备，更重要的还是“给死者带去尊严，尊重逝者并安慰那些悲痛的人”，从这样的角度来说，入殓师可以帮助修复破碎的家庭关系，抚平亲属遭受的痛苦。
不过，电影中呈现的入殓仪式存在一定程度的理想化处理。全片涉及的尸体除第一具外，其它的要么是年轻人，要么就已经上好妆，让“观众更容易忍受银幕上出现的这些画面”:5。而且第一具连续数日未被发现的老人尸体也始终没有在银幕上出现:5。电影中既没出现过经长时间卧病在床后去世的瘦削死者，也没有因事故死亡导致尸体上出现裂口和瘀伤:17。日本学家马克··穆林斯（Mark R. Mullins）认为，《入殓师》中家属表现出感激之情的内容很可能不会出现在现实生活中，根据《纳棺夫日记》的描写，“没有任何人的社会地位会比殡仪业者更低，事情的真实情况是，（日本人）对入殓师和焚尸炉的害怕程度可与死亡和尸体相提并论”。

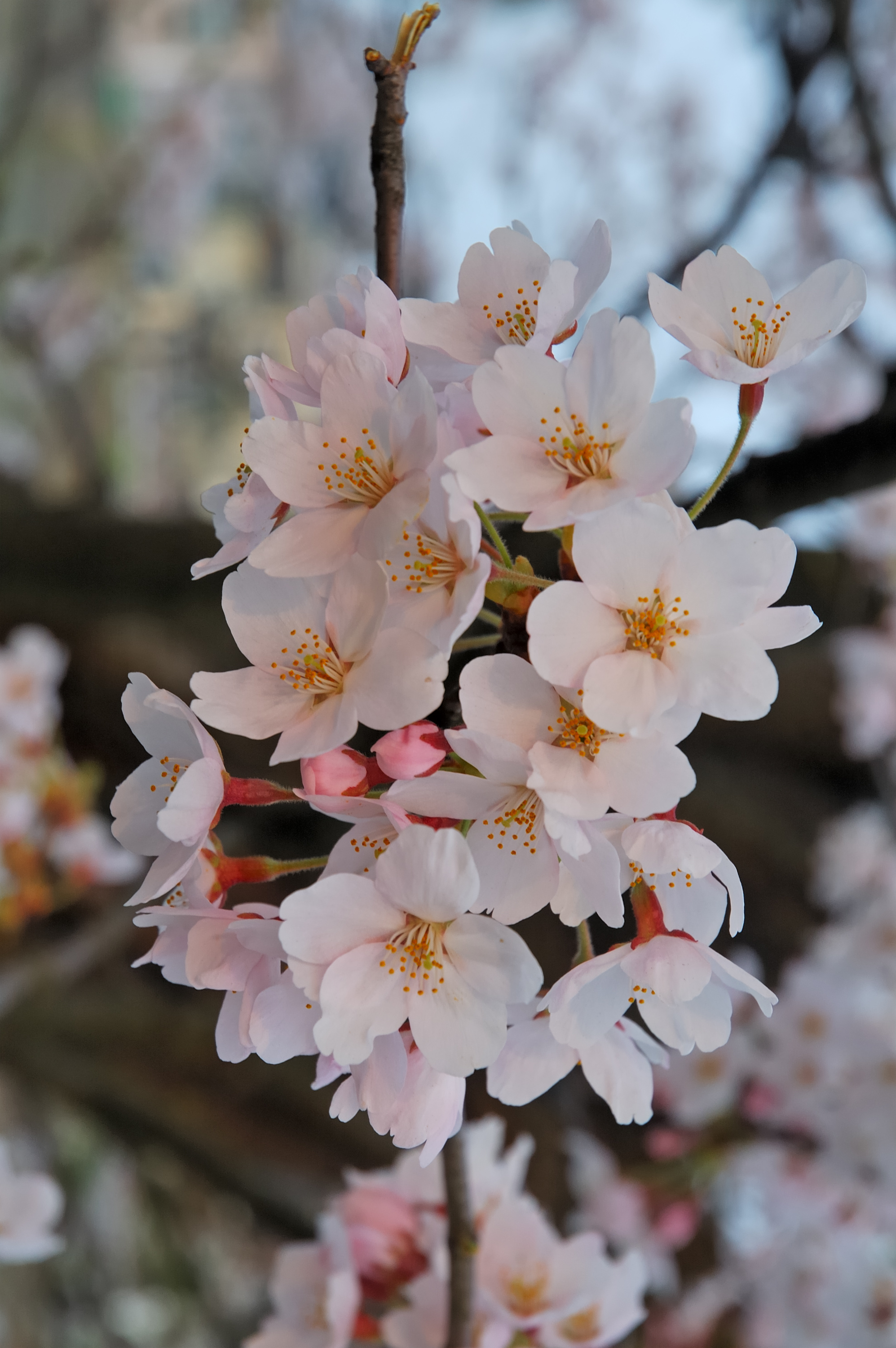
有评论认为电影中使用的樱花镜头也有一定的象征意义

片中有一段蒙太奇的内容是大悟坐在户外演奏自己儿时的大提琴，其间穿插着入殓仪式的镜头。伯恩斯认为，这段镜头旨在增强电影的艺术感染力，《芝加哥太阳报》影评人罗杰·埃伯特认为这是一段“梦幻般的美丽镜头”，影片其他部分都是一些相对固定的标准镜头，但在这里突然获得了自由。夏威夷大学希洛分校的奥山佳子认为，大悟演奏大提琴时的麻利动作反映出他已经在入殓工作上达到比较高的专业水平:16。不过，包括《先驱太阳报》（Herald Sun）的雷·帕奇（Leigh Paatsch）在内的多位评论家则认为这段镜头根本就是多余的。大提琴音乐在全片配乐中占有主导地位，泷田洋二郎认为这种乐器的演奏和入殓仪式存在相似之处，他表示：
……讽刺的是，入殓和演奏大提琴有一定程度的相似性。大提琴有些像人，形态婀娜。大提琴手在演奏时需要拥抱这种乐器，充满爱意、深情款款。这和入殓师温柔抱住尸体的动作非常相似。
伯恩斯还认为，《入殓师》中使用樱花来代表生命的短暂，这种花在冬天过后绽放，但很快就会凋谢。他在评论中写道，日本人会试图通过这样的认识来界定自己的存在。电影中的四季变化也进一步呈现出自然的象征意义，代表着片中人物“细腻的情感变化”，而“石头信”则代表着“爱、沟通，（以及）一代传一代的接力棒”:09:35-09:55。电影中的多个情节起到了传递各种感受的作用，例如乡间的孤独、公共浴室的亲切感等。通过雪、菊以及其它物体表现出的白色，在电影中拥有突出地位，奥山佳子认为，这与古典音乐以及仪式性的手势一起，代表了死亡仪式的神圣性和纯洁性:8。
《入殓师》还包含有多个方面的幽默，艾伯特认为，对死亡主题作“意外”的补充可以起到掩盖观众恐惧的作用。《洛杉矶时报》的贝琪·夏基（Betsy Sharkey）指出，通过采用幽默，电影成功避免了成为一部过于黑暗的作品，而且热心地将奇思妙想和讽刺成功融合。片中以多种方式体现了这些幽默，例如拍摄入殓程序教学视频时“除成人纸尿裤外一丝不挂的羞愧大悟不情不愿地担任模特儿”，以及大悟发现自己正在处理的“女性”尸体实际上却是男儿身。泷田洋二郎表示，增加这些幽默是有意为之，因为“人天生就很有趣”，这些幽默也并不会与电影更加黑暗的主题产生冲突。

## 主题
多位影评人探讨了《入殓师》中的死亡主题。麦克·斯科特强调了对死亡的忌讳以及与死亡有关工作的价值之间存在的反差。他还指出，纳棺师通过让死者以生前最良好的状态入棺，表现出“最后的同情心”。起初，大悟和家人都无法克服这种忌讳，面对死亡时也难免会有神经质的表现。接下来由于传统观念的影响，大悟也遭到夫人和朋友的疏远。但到了最终，正像彼得·豪威尔（Peter Howell）在《多伦多星报》（Toronto Star）上总结的那样，观众通过看到大悟为死者服务，意识到“死亡或许是生命的终结，但不会让人性泯灭”。奥山佳子在评论中表示，电影和《纳棺夫日记》的结尾都是一种安静而持久的抗议，抗议现代日本仍然存在的那些针对工作和死亡有关系人士的歧视：死亡是生命的正常组成部分，不是某种应该受到排斥的东西:10。
泷田洋二郎认为，《入殓师》除死亡以外同样是有关生命的故事，有关寻找失落的人性:74。大悟是在通过自己的工作接触到各种各样的（死）人后才对生活有了更高的认识角度，并且了解到人们生活的多样性。这些生活中包括家庭的纽带，大悟与父亲的关系就是一项重要主题，入殓仪式的镜头更多关注的是在世的家庭成员而非死者，即便是在代理公司的办公室里，人们的对话也通常是有关家庭问题。此外，美香怀孕也成为她与丈夫和解的催化剂。
艾伯特在评论中认为，与小津安二郎的《东京物语》（1953年）和伊丹十三的《葬礼》（お葬式）之类日本电影相比，《入殓师》更关注死亡对生者的影响，对于来生则基本未着笔墨。他认为这表明日本文化“对死亡深刻而且毫不煸情地接受”，因此面对死亡更多的是沉思而非极度的悲伤。泷田洋二郎表示，他有意把关注重点放在“往生者和他们存活家人之间的对话”。不过，影片中还是涉及了来生的问题：片中操作火化炉的工作人员把死亡比作“一道门”，奥山佳子认为，从这个角度上来说，操作火化炉的工作人员就是看门人，而纳棺师就相当于领路人:13。
伯恩斯认为，《入殓师》使人对日本文化受现代性影响的程度感到质疑，电影始终贯穿着“传统观念和价值观”的暗流。虽然入殓仪式传统上是由死者的家属完成，但由于社会偏见的影响，职业纳棺师因此拥有了一片“利基市场”。奥山佳子在评论中写道，泷田洋二郎通过这部电影填补了因现代日本中传统的失落而导致的“精神损失”:18。佐藤忠男把现代性的主题和死亡联系起来，称电影对待死亡的这种毫不苦涩的不寻常态度体现出日本人对生和死感受的演变。他觉得电影中对入殓仪式更像是一种艺术仪式而非宗教仪式，这也反映出现代日本的不可知论立场。

## 发行
由于涉及的题材属于社会禁忌，经销商对发行这部电影态度谨慎:203。预发行试映期间的调查结果显示，这是电影观众最没兴趣观看的作品:203。最后，影片于2008年8月在蒙特利尔世界电影节首映并意外夺得评审团大奖。这给犹豫不决的经销商打下了一针强心剂，影片终于得以于2008年9月13日在日本上映。即使是在这个时候，泷田洋二郎仍然因为对死亡强烈的社会忌讳担心电影不会得到好评，商业上也难有建树，其他剧组成员则担心电影没有明确的目标观众。
事实证明，这样的担心是多余的。《入殓师》在日本一经上映就达到了票房榜的第五位，并在上映第五周爬到第三名，这也是电影上映期间在票房榜上取得的最好成绩:203。影片首映5个月后一共在日本售出了260万张电影票，票房收入32亿日圆。2009年2月，影片获得奥斯卡金像奖肯定期间仍有31家日本电影院放映，获奖后上映的银幕数量增加到188张，票房进账又增加了28亿日圆，令其总票房达到60亿日圆，成为2008年票房最高的日本电影，也可以在日本电影历史票房榜上排到第15名:203。执行制片人中曾根濑把这份成功归功于日本经济大衰退的影响：许多因公司裁员而不得不另找工作的观众会对大悟的境遇产生同情。
制片商从一开始就打算把本片推向国际市场，并且考虑到英语在国际电影节上的至关重要的地位还预先准备了英语字幕。翻译工作由伊恩·麦克杜格尔（Ian MacDougall）负责。他相信，大部分日本观众对入殓师工作世界的了解不会比其他国家和地区的观众多。在这样的情况下，他认为最好是忠于原意翻译，无需为外国观众适应跨文化元素而拓展。
2008年9月，获得了《入殓师》的国际发行权，这个时候影片已经获得授权在希腊、澳大利亚和马来西亚上映，电影最终一共在36个国家放映。2009年5月29日，《入殓师》开始在北美的9家电影院限量发行，放映周期持续到2010年6月24日，共计进账150万美元。影片于2009年12月4日开始在英国上映，电影的全球票房接近7000万美元。

### 改编作品和其它媒体

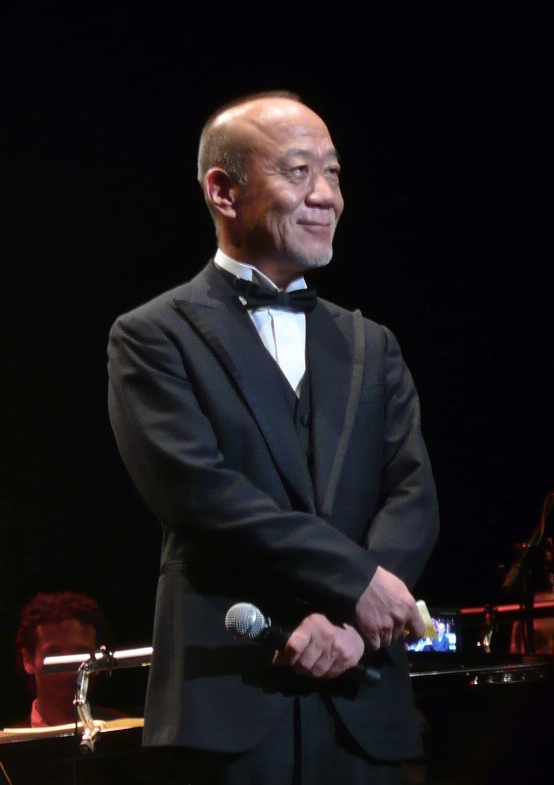
电影配乐师久石让（图）与歌手植村爱在角色歌曲《如此特别》上合作

《入殓师》首映前，《Big Comic Superior》双周刊从2008年2月开始连载影片改编的日本漫画作品，一共连载到8月，刊登了12期。作者佐草晃由于对电影剧本留下了深刻印象而同意将其改编成漫画。他在改编创作开始前就看到了影片，认为这样的作品不宜改编得太过文字化。他在漫画中对事件背景以及人物外貌作了调整，加大了对故事中音乐的关注度。。2008年末，这一系列连载漫画由小学馆集结成280页的书册发行。
2008年9月10日，距《入殓师》在日本首映还有3天，环球音乐日本发行了电影的原声带唱片，其中有片中的19首曲目，还有一段由东京都交响乐团和NHK交响乐团成员演奏的管弦乐。角色歌曲 由久石让作曲，流行歌手植村爱作词并演唱，其中还大提琴和管弦乐演奏编排，这首单曲于2008年9月10日和一段宣传视频一起由环球音乐发行。2009年，发行了电影音乐的大提琴、小提琴和钢琴乐谱。
2008年，小学馆出版了《入殓师》的改编小说。该公司还于同年出版了《石头信》（いしぶみ），这本书图文并茂，通过一颗会说话石头的角度讲述了电影中的故事，书中文字由小山薰堂编写:59。次年，小学馆又出版了小山薰堂的初稿剧本:58, 76。2010年5月29日，由小山薰堂编剧、泷田洋二郎执导的同名舞台剧在赤坂剧场首演，由歌舞伎男演员中村勘太郎饰演小林大悟，田中丽奈扮演夫人美香。剧中故事发生在电影结束7年后，主要围绕两人的儿子对父亲职业的感受展开。

### 家用媒体
2009年3月18日，电影的双层在日本发行，其中的特别花絮包括预告片、制作特辑纪录片，还有一段录制的入殓仪式。2010年1月12日，电影发行了北美版，其中包括对导演的采访，电影本身没有经过配音，提供的仍然是日语对白配上英语字幕。接下来影片又在同年5月发行了蓝光版本。北美版本家用媒体所获评价褒贬不一。网站的弗兰克·泰伯林（Franck Tabouring）对电影及其数字媒体都有高度评价，认为影片画面清晰而锐利，声音（特别是音乐）“听起来是一种享受”。）网站的托马斯·斯普林（Thomas Spurlin）表示“强烈推荐”这版，强调影片的品质好得出人意料。不过，该网站的另一位评论员杰里米·马修斯（Jeremy Mathews）则建议读者忽略这张，认为其中未能把握电影火候和精髓，表现笨拙、处境尴尬。虽然总体意见上南辕北辙，但马修斯和斯普林都认为的音频和视频品质已几近完美，但花絮内容欠佳，马修斯还称其中对导演的采访问答部分就是“以愚蠢的方式问出愚蠢的问题”。

## 反响

### 票房
該片的全球票房為6993万2387美元，其中有6101萬美元來自日本。台灣方面，最終票房為5320萬新台幣。

### 评价
《入殓师》获得的专业评价褒贬不一，但仍以正面为主。根据烂番茄上收集的103篇评论文章，其中83篇给出了“新鲜”的正面评价，“新鲜度”为81%，平均评分7（最高10分）。而上收集的27篇评论则有20篇好评，无差评，7篇褒贬不一，平均分数66分（最高100分）。

#### 日本国内评论
《入殓师》在日本起初获得了良好的评价。《电影旬报》的盐田时敏称影片是泷田洋二郎职业生涯的转折点，是一部既让人欢笑也赚人热泪的人间戏剧，而同一出版物的野村正昭则认为这是一部表现出弹性和深度的作品，或许代表着泷田洋二郎的作品开始走向成熟，他还称赞导演从本木雅弘殷切的入殓表演中捕捉到了人性的感受。福永圣二在《读卖新闻》上赞扬泷田洋二郎用感人而且点缀着幽默的情感故事来扭转针对禁忌的偏见。他还称赞了本木雅弘和山崎努的演出，特别是大悟的严肃和醉得昏昏沉沉的佐佐木生荣。
《朝日新闻》的山根贞夫认为电影节奏令人钦佩，还称赞演员的表演，对本木雅弘在入殓仪式时细腻的手部动作尤感折服。《每日新闻》的胜田智美觉得《入殓师》讲述的故事很有意义，让观众开始思考不同的生活，以及一个人去世的重大意义。该报的保坂隆则认为影片令人难忘但缺乏惊喜，而高桥裕二还指出，影片能够在受到偏见的题材中找到关注度，这是个了不起的成就。渡边祥子在《日本经济新闻》上给予影片四星的评价（最高五星），赞扬了演员们自然的演出。
《入殓师》在第81届奥斯卡颁奖典礼上胜出后，评论家川本三郎认为，电影中许多家庭成员正坐的镜头有一种武士般的美，他还指出，拜祭祖先的坟墓在日本习俗中占有重要地位，死亡一直都是家庭中的事务，而《入殓师》则表现出了这一点。影评人前田有一对电影的评分为90%（最高100%），认为电影成功的大部分功劳属于两位主角的表演。他赞颂了影片的情感冲击以及严肃和幽默的平衡把握，但是，他觉得父子关系的刻画有些过头，属于片中的败笔。前田有一还认为，电影中有大量日本独有性内容的同时却能够取得国际性的成功，这应当归功于其中清晰地刻画出了日本人的生死观。他还认为，电影在表达概念上的规模正是大部分日本电影所缺乏的，这样的规模与好莱坞非常相似。
影评人山口拓郎给予本片85%的评价（最高100%），认为其中题材的处理魅力十足。他称赞了影片沉静的情感冲击和幽默，以及日本北国风光、久石让的大提琴配乐，加上片中表现出的日本精神交相辉映的处理方式。媒体评论员山根贞夫认为，片中佐佐木生荣教导小林大悟如何为尸体做准备时灵巧的手部动作有一种动感的美，他还相信，如果事先看过电影的剧本，观众将会对这些动作有更深层次的理解。《日本时报》的马克·席林（Mark Schilling）给予《入殓师》四星评价（最高五星），称赞演员表演的同时，也批评其中对这一职业明显的理想化。他在总结中认为，本片是对“日本式死亡的良好诠释”。

#### 国际评论

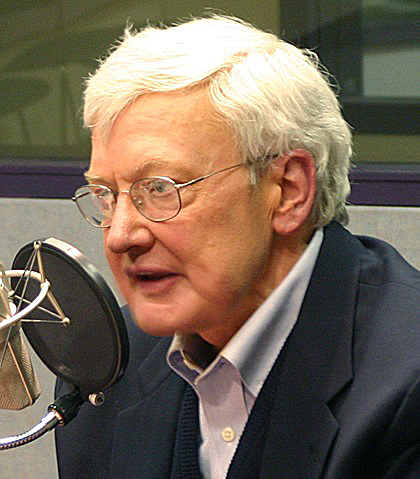
《芝加哥太阳报》影评人罗杰·埃伯特给予《入殓师》四星的高度评价

《入殓师》在国际上所获评价褒贬不一，但仍以好评为主。罗杰·艾伯特给予电影四星的高度评价（最高四星），称其拥有“坚若磐石的根基”，还特别赞扬了影片的摄影、音乐，以及山崎努饰演的佐佐木生荣。他认为电影最终的表现堪称完美，“在实现叙事这一普遍性目标上表现优异”。网站的德里克·阿姆斯特朗（Derek Armstrong）给予影片四星评价（最高五星），称赞这是一部“抒情美感的电影”，“充满了细小的快乐”。保罗·伯恩斯也给予影片四星评价，称赞其中表示出“伟大的人性”，是“对生命短暂的感人冥想”，他在总结中认为，这是一部“需要两块手帕的美丽电影”。彼得·豪威尔给予《入殓师》的评分为三星（最高四星），赞扬了其中的表演和摄影。他写着，本片在始终保持着“高尚目标”的同时“悄然颠覆（观众）审美和情感的预期”。《今日美国》的克劳迪娅·普格（Claudia Puig）给出三星半的评分（最高四星），称赞电影画面精美，虽然剧情都在预料之中，但仍然“凄美而充满感情”，对观众产生“深刻影响”。
《观察家报》的菲利普·法兰奇（Philip French）认为《入殓师》是一部“感人而且有些风趣”的电影，是导演“一丝不苟之作”。贝琪·夏基认为影片是“一个男人令人揪心的情感之旅”，称赞演员表演出色，在各种环境下都能做出“轻柔、优雅的动作”。《娱乐周刊》的欧文·格雷伯曼（Owen Gleiberman）对本片的评价为（最高），觉得这部“温柔得甚至有些过分”的影片肯定能打动任何失去父亲或母亲的人。尼古拉斯·巴伯认为《入殓师》是“发自内心、朴实无华（并且）风趣顽皮”之作，虽然剧情不出意料，但仍然值得观看。麦克·斯科特给予影片三星半的评价（最高四星），称这是“对生命和失落的一次令人惊喜和振奋的检验”，还有幽默完美地配合了这个“感人而富含深意的故事”，并且把大部分镜头都交给了人物的演出。
《泰晤士报》的凯尔·马厄称《入殓师》是一部让人哽咽到难以表达情绪的喜剧，但其中的泪点却多到有些让人感到厌烦，不过幸好有演员的出色表演、“庄重”的导演和“梦幻般”的配乐挽救了这部电影。《每日电讯报》上也刊登了一份褒贬不一的评论，称影片在取悦观众上不遗余力，但这样打安全牌的做法还不配获得奥斯卡金像奖的肯定。菲利普·肯尼科特（Philip Kennicott）在《华盛顿邮报》上写道，影片看似精雕细琢，但却太着形迹，情节都在预料之中的同时却又准备要打破禁忌，沉浸在死亡之中，但又无力逃脱“那多愁善感到令人发狂的日本风味”。《综艺》的埃迪·科克雷尔（Eddie Cockrell）写道，电影对入殓仪式提供了“引人入胜的惊鸿一瞥”，只是电影的长度还需要大幅缩减。雷·帕奇给予《入殓师》三星评分（最高四星），形容电影如“古雅而凄厉的轻轻一击”，再细腻而准确地展开，缓慢但却牢牢地吸引住了观众，不过他认为片中的部分场景，如男主角在户外演奏大提琴的蒙太奇纯属多余，只是“毫无必要的花架子”。《星期日泰晤士报》的爱德华·波特（Edward Porter）认为，电影得到奥斯卡金像奖的青睐可以认为是“奥斯卡奖对无病呻吟青眼相看的例证”。
《影音俱乐部》的基思·菲普斯（Keith Phipps）对《入殓师》的评分为），虽然其中包含许多“乡下人生活的漂亮镜头”，那些入殓的场景也富于“诗意”，但影片中的各种情感还是表现得有些过火。《纽约时报》的·斯科特（A. O. Scott）称，电影达到了“平庸的完美境界”，剧情没有惊喜，是幽默和情景剧的平庸组合。虽然其中也有一些感人的瞬间，但他认为本片能够拿下奥斯卡金像奖主要还是因为学院“口味传统，（而且）胆小到无可救药”。《电影评论》（Film Comment）的托尼·莱恩斯（Tony Rayns）在评论中措辞严厉，批评影片剧本“尽在预料之中，笨拙得令人难堪”，演员的表演虽然还算差强人意，但整部电影仍然不过金玉其外，败絮其中，是“对（那些）好看尸体的赞歌”。詹姆斯·亚当斯给予影片的评分为两星（最高四星），他称赞了片中入殓场面在情感和视觉方面的吸引力，以及“对日本半乡村地区质感、品味和行为充满爱意的关注”，但也批评剧情缺乏惊喜，尽在观众预料之中，他在评论中写道：“入场45分钟后，（观众们）就在脑子里准备好了一份清单，详细列出小林大悟将要面对的每个转折，然后再加以讨论，要是泷田洋二郎没有把（清单上的）每一项都呈现出来，那观众就要大呼上当了”。

### 奖项
《入殓师》获得第32回日本电影金像奖13项提名，并在2009年2月颁奖时胜出十项，其中包括最佳影片、最佳导演、最佳编剧和最佳男主角，成为最大赢家。广末凉子获得了最佳女主角奖提名，但最终获奖的是主演《周围的事》（ぐるりのこと。）的木村多江。《入殓师》还获得了最佳艺术指导奖提名，但不敌《PACO与魔法绘本》。久石让因本片和吉卜力工作室的《悬崖上的金鱼姬》获得两项最佳配乐奖提名，最终凭后者胜出。对于获奖，本木雅弘表示：“感觉就像这次一切都奇迹般平衡地与《入殓师》走到了一起”。
《入殓师》参加了第81届奥斯卡金像奖外语片奖角逐。在此以前，先后有11部日本电影获得过包括动画长片、服装设计等多个奖项的肯定，但始终未能摘得日本电影界梦寐以求的外语片奖桂冠 。《入殓师》面对着以色列电影《和巴什尔跳华尔兹》和法国导演劳伦·冈泰执导的《高中课堂》的有力竞争，起初胜算并不看好，最终却在2009年2月的颁奖典礼上成功胜出。多位影评人对此表示意外，《纽约时报》的大卫·伊兹科夫（David Itzkoff）称《入殓师》是“让你输掉奥斯卡竞猜的电影”。本木雅弘原本预计胜出的会是以色列电影，他也对这一结果感到意外，他说自己“只是颁奖典礼上旁观的食客”，还对自己入场时“没有走得更有信心”感到遗憾。
《入殓师》获得了多个电影节的奖项认可，其中包括第28届夏威夷国际电影节的观众票选奖、第32届蒙特利尔世界电影节评审团大奖和第20届棕榈泉国际电影节最佳故事片奖。本木雅弘获得了多个最佳男演员奖肯定，其中包括亚洲电影大奖、亚洲太平洋电影奖和蓝丝带奖，他还获得了金鸡国际影展的观众票选最佳男主角奖。在第29届香港电影金像奖角逐中，《入殓师》战胜《悬崖上的金鱼姬》和三部华语电影——分别是陆川的《南京！南京！》、黄建新的《建国大业》和陈国富与高群书共同制作的《风声》——获得最佳亚洲电影奖。影片还在第21届日刊体育电影大奖角逐中赢得最佳影片和最佳导演奖，之后泷田洋二郎对影片可以获得这么多奖项的肯定表示意外，他说：“我之前真不知道自己的作品会得到怎样的认可”。截至2009年12月，电影一共赢得了98座奖项的肯定。

### 影响

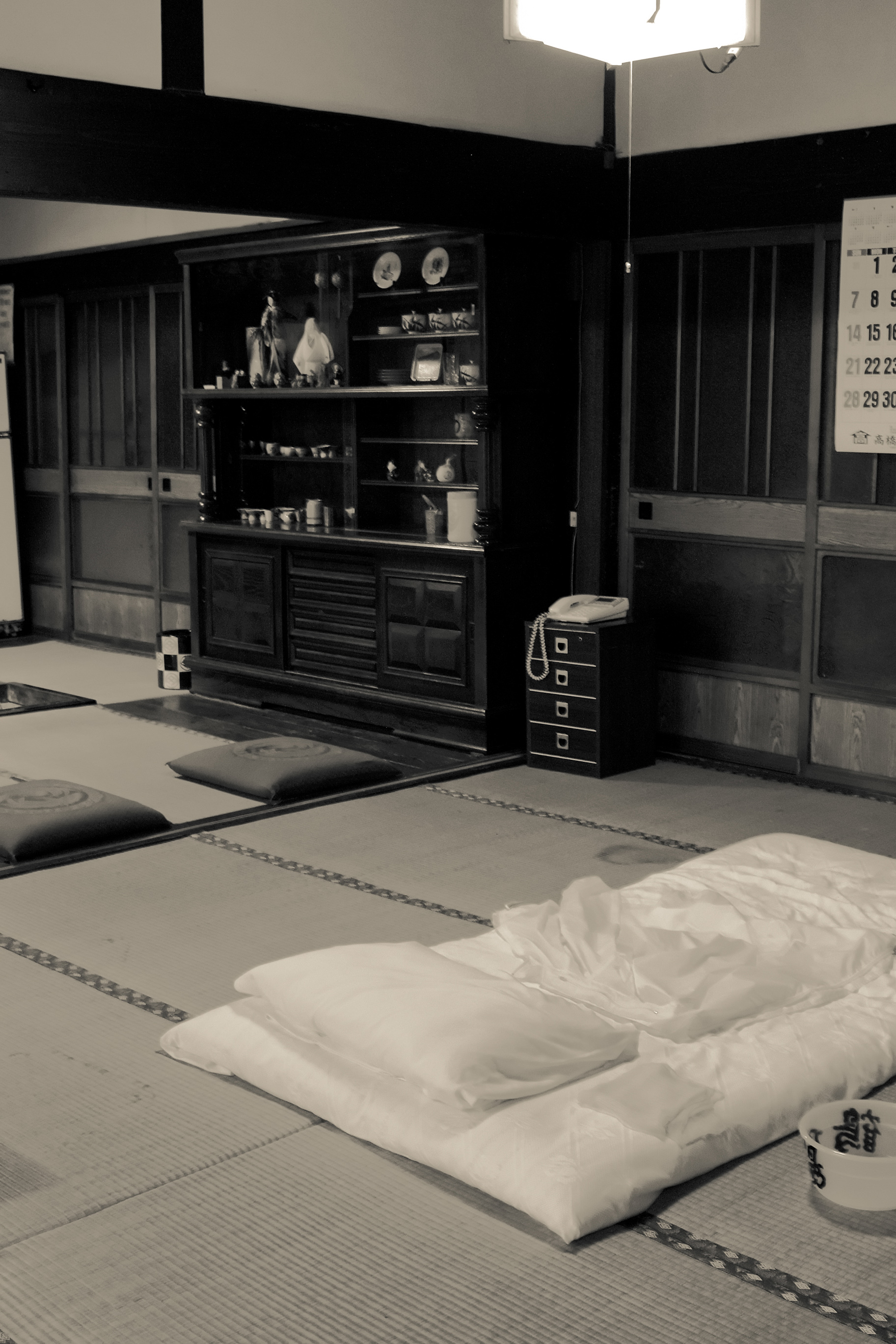
用来拍摄片中一段入殓镜头的房间，之后保持原样成为旅游景点

《入殓师》在国际上取得的成功得到日本媒体的高度关注，特别是在奥斯卡金像奖上的斩获。电影在日本院线重新发行的同时，青木新门的《纳棺夫日记》也卖到缺貨，售出了超过23万本。
电影获得成功后，之前酒田市负责外景场地谈判的非营利性组织新增了一种名为的待客服务，这个词一语双关，与电影的日语原名接近，意为“欢迎并帮助他人者”，而非“送行者”。这项服务旨在维护电影的拍摄地点，并向游客提供这些地点的地图。在组织的努力下，用来拍摄片中代理公司的建筑于2009年开始向公众开放。游客付费后可以入内参观电影中使用的道具。根据一项就业机会创造计划，该组织在2009到2013年间分别从山形县和酒田市收到3000万和800万日圆的建筑管理和维护费用。景点单2009年就吸引到近12万游客，但之后下跌很快，2013年时游客总数已不及9000。建筑物老化导致安全隐患出现，酒田市政府因此中止该组织的租约，大楼也于2014年3月底再度封闭。该市旅游事业部门还曾考虑是否把游客限制在一楼和二楼参观等。用于拍摄片中“协奏曲”咖啡厅的建筑从2009年起以上山协奏曲博物馆之名开始向公众开放，酒田港座同样也开始向游客开放。泷田洋二郎的故乡高冈市开设有一家电影资源博物馆，据工作人员报告，曾有一段时间每天都有上百位泷田洋二郎的影迷前来参观:3。
电影的成功还引起了人们对入殓和纳棺师的浓厚兴趣。就连片中采用的灵车模型也得以商品化：光冈2-04型豪华轿车于2009年2月24日投入市场，与电影中的型车相比尺寸略小，价格也更亲民。制造商光冈汽车正是坐落在泷田洋二郎的故乡富山县。2013年，纳棺师家庭出身的三木木村与护士兼企业家箕高丸一起建立了入殓师学院，提供入殓、尸体防腐及相关实践的培训。